# Jules-Alexandre-Léon Bouissière
Jules-Alexandre-Léon Bouissière (* 1. April 1860 in Saint-Amans-Valtoret, Département Tarn; † 10. September 1916) war ein französischer Geistlicher und römisch-katholischer Bischof von Constantine-Hippone.

## Leben
Jules-Alexandre-Léon Bouissière empfing am 7. Juni 1884 das Sakrament der Priesterweihe.
Am 26. Mai 1913 wurde er zum Bischof von Constantine-Hippone ernannt. Die Bischofsweihe spendete ihm am 2. Juli desselben Jahres der Erzbischof von Karthago und Algier, Barthélemy Clément Combes; Mitkonsekratoren waren der Bischof von Oran, Pierre-Firmin Capmartin, und der Weihbischof in Algier, Alexandre Piquemal.
Bischof Bouissière blieb bis zu seinem Tod am 10. September 1916 als Bischof im Amt.